# Deuxième circonscription de Lay Gayint
La deuxième circonscription de Lay Gayint est une des 135 circonscriptions législatives de l'État fédéré Amhara, elle se situe dans la Zone Sud Gonder. Sa représentante actuelle est Etsegenet Merete Beyene.